# Mangelia
Mangelia é um gênero de gastrópodes pertencente a família Mangeliidae.

## Espécies
- †Mangelia acuticostata P. Nyst, 1836
- Mangelia adansoni (Knudsen, 1952)
- Mangelia ahuiri Cossignani & Ardovini, 2011
- Mangelia albaecostulis Bozzetti, 2020
- Mangelia albicincta A.A. Gould, 1860[2]
- Mangelia albilonga Rolan & Otero-Schmitt, 1999[3]
- Mangelia albolabiata E.A. Smith, 1882
- Mangelia amatula W.H. Dall, 1919
- Mangelia andamanensis H.B. Preston, 1908
- †Mangelia andersoni Wienrich & Janssen, 2007
- Mangelia androyensis Bozzetti, 2009[4]
- Mangelia angolensis Thiele, 1925[5]
- †Mangelia angulicosta Scarponi, Della Bella, Dell'Angelo, Huntley & Sosso, 2016
- †Mangelia anthetika J. Gardner, 1947
- †Mangelia asteria J. Gardner, 1947
- †Mangelia atlantica Pallary, 1912 [6]
- Mangelia attenuata (Montagu, 1803)[7]
- Mangelia barashi (van Aartsen & Fehr-de Wal, 1978)[8]
- †Mangelia barbadoides J. Gardner, 1938
- Mangelia beduina K.H.J. Thiele, 1925
- †Mangelia biondi (L.M.D. Bellardi, 1877)
- Mangelia boschi C.H. Oostingh, 1935
- †Mangelia branneri (R. Arnold, 1903)
- Mangelia brunnea Bozzetti, 2020
- Mangelia brusinae van Aartsen & Fehr-de Wal, 1978[9]
- †Mangelia burgersae Landau, Van Dingenen & Ceulemans, 2020
- Mangelia caelata (R.B. Hinds, 1843)
- Mangelia callicredemna J.C. Melvill, 1917
- Mangelia callosa (Nordsieck, 1977)[10]
- Mangelia carinata Bozzetti, 2009[11]
- Mangelia carlottae (Dall, 1919)[12]
- †Mangelia ceddensis Della Bella & Scarponi, 2010
- Mangelia ceroplasta (Bush, 1885)[13]
- Mangelia cesta W.H. Dall, 1919
- †Mangelia chariessa J. Gardner, 1938
- †Mangelia china F.S. MacNeil, 1960
- Mangelia christina W.H. Dall, 1927
- †Mangelia cibori Bałuk W., 2003
- Mangelia cingulata (H. Strebel, 1908)
- Mangelia colombi R.P.J. Hervier, 1897
- †Mangelia compsacosta J. Gardner, 1937
- Mangelia concinna A.A. Gould, 1860
- Mangelia congoensis Thiele, 1925[14]
- †Mangelia coplicata Pezant, 1905
- Mangelia costata (Pennant, 1777)[15]
- †Mangelia costellaria P. Nyst, 1836
- Mangelia costulata Risso, 1826
- Mangelia crebricostata Carpenter, 1864[16]
- †Mangelia cryptopleura J. Gardner, 1937
- Mangelia decaryi P. Dautzenberg, 1932
- Mangelia decipiens E.A. Smith, 1888
- Mangelia dejanira W.H. Dall, 1919
- Mangelia densilineata (W.H. Dall, 1921)
- Mangelia diatula R.P.J. Hervier, 1897
- Mangelia difficilis (Locard & Caziot, 1900)[17]
- Mangelia digressa Rolan & Otero-Schmitt, 1999[18]
- Mangelia dina P. Bartsch, 1915
- Mangelia dobsoni A.W. Grabau & S.G. King, 1928
- Mangelia dorsuosa (A.A. Gould, 1860)[19]
- †Mangelia dubia F.W. Harmer, 1919
- Mangelia dunkeri Kuroda, 1961[20]
- †Mangelia ecuadoriana H.A. Pilsbry & A.A. Olsson, 1941
- Mangelia edentula O. Böttger, 1895
- †Mangelia elegantissima E.W. Vredenburg, 1921
- †Mangelia elevata W.M. Gabb, 1873
- Mangelia erminiana (L.G. Hertlein & A.M. Strong, 1951)
- Mangelia erymna J.C. Melvill, 1917
- Mangelia eucosmia P. Bartsch, 1915 (Species inquirenda)
- Mangelia exasperata H.B. Preston, 1908
- Mangelia exigua K.H.J. Thiele, 1925
- Mangelia exstans K.H. Barnard, 1958
- Mangelia farina (F. Nordsieck, 1977) (nomen dubium)
- Mangelia fieldeni (van Aartsen & Fehr-de Wal, 1978)[21]
- Mangelia finterae G.B. III Sowerby, 1894
- Mangelia forcellii Bozzetti, 2014
- Mangelia fordii E.A. Smith, 1888
- †Mangelia frumentum (Brugnone, 1874) [22][23]
- †Mangelia gardnerae W.C. Mansfield, 1930
- Mangelia gazellae (Strebel, 1905)
- Mangelia gemmula W.H. Turton, 1932
- †Mangelia gouetensis A.E.M. Cossmann, 1898
- Mangelia grisea (F. Nordsieck, 1977) (nomen dubium)
- †Mangelia guerichi F. Kautsky, 1925
- Mangelia halitropis Dall, 1889
- †Mangelia hancocki L.G. Hertlein & A.M. Strong, 1939
- Mangelia hanna K.H.J. Thiele, 1925
- Mangelia hecetae W.H. Dall & P. Bartsch, 1910
- Mangelia helga P. Bartsch, 1915
- †Mangelia heptapleura H.A. Pilsbry & A.A. Olsson, 1941
- †Mangelia hesperia H.A. Pilsbry & A.A. Olsson, 1941
- Mangelia hiradoensis (Makiyama, 1927)[24]
- †Mangelia hontensis M. Csepreghy, 1953
- †Mangelia hooveri R. Arnold, 1903
- Mangelia horneana E.A. Smith, 1884
- †Mangelia hyemalis (Mabille & Rochebrune, 1889)
- Mangelia imitatrix Della Bella & Scarponi, 2010
- Mangelia indistincta (Monterosato, 1875)[25]
- †Mangelia interrupta Della Bella & Scarponi, 2010
- Mangelia inusitata Rolan & Otero-Schmitt, 1999[26]
- †Mangelia isabellae C.J. Maury, 1910
- Mangelia isodoma R.P.J. Hervier, 1897
- Mangelia jerbaensis (Della Bella & Spada in Chirli, 1997)[27]
- †Mangelia klimakota J. Gardner, 1937
- Mangelia kowiensis W.H. Turton, 1932
- Mangelia kraussi W.H. Turton, 1932
- †Mangelia labratula A.E.M. Cossmann, 1889
- †Mangelia lalonis C.J. Maury, 1917
- †Mangelia larga Scarponi, Della Bella, Dell'Angelo, Huntley & Sosso, 2016
- Mangelia lastica Dall, 1927
- Mangelia leuca J. Bush, 1893
- †Mangelia limata A.A. Olsson, 1922
- Mangelia lineorosata Rolan & Otero-Schmitt, 1999[28]
- †Mangelia lissa J. Gardner, 1937
- Mangelia loraeformis Dall, 1927
- Mangelia louisa W.H. Dall, 1919
- Mangelia louisensis G.B. Sowerby III, 1894
- Mangelia luctuosa D'Orbigny, 1845
- †Mangelia luellingensis Wienrich & Janssen, 2007
- Mangelia lutea A.A. Gould, 1860[29]
- Mangelia maculata (L.A. Reeve, 1846)
- Mangelia mangeri H.B. Preston, 1905
- †Mangelia maoica C.J. Maury, 1917
- Mangelia martensi (Strebel, 1905)[30]
- Mangelia mediofasciata Maltzan, 1883
- Mangelia melitensis Cahcia & Misfud, 2008[31]
- Mangelia mica (Philippi, 1849)[32]
- Mangelia michaelseni (Strebel, 1905)
- †Mangelia micropleura R.J.L. Guppy, 1867
- Mangelia minuscula (E. A. Smith, 1910)
- †Mangelia miorugulosa F. Kautsky, 1925
- †Mangelia miostriolata (Nordsieck, 1972)
- Mangelia muiri K.H. Barnard, 1958
- Mangelia multilineolata (Deshayes, 1835)[33]
- Mangelia munda (E.A. Smith, 1888)
- Mangelia myrmecodes J.C. Melvill & R. Standen, 1901
- Mangelia neapolitana S. Delle Chiaje, 1841
- Mangelia nisga P. Bartsch, 1915
- †Mangelia nivea Della Bella & Scarponi, 2010
- †Mangelia odovychenae Scarponi, Della Bella, Dell'Angelo, Huntley & Sosso, 2016
- Mangelia olivieriana J.C. Melvill, 1917
- Mangelia orophoma J.C. Melvill & R. Standen, 1896
- Mangelia ossea (Nordsieck, 1968)[34]
- †Mangelia ovata Della Bella & Scarponi, 2010
- Mangelia paciniana (Calcara, 1839)[35]
- Mangelia paessleri (Strebel, 1905)
- †Mangelia painei Arnold, 1903
- Mangelia pallaryi (Nordsieck, 1977)[36]
- †Mangelia parisiensis Cossmann, 1889 [37]
- Mangelia patagoniensis W.H. Dall, 1919
- †Mangelia paulae O. Böttger, 1901
- Mangelia payraudeauti (Deshayes, 1835)[38]
- Mangelia perattenuata (Dall, 1905)[39]
- †Mangelia perforata (Brusina, 1877)
- Mangelia perligera K.H.J. Thiele, 1925
- Mangelia perminima W.H. Turton, 1932
- †Mangelia perpulchra (S.V. Wood, 1848)
- †Mangelia perrisi É.A. Benoist in M.A. Peyrot, 1931
- Mangelia phoxos K.H. Barnard, 1958
- †Mangelia phrixae J. Gardner, 1937
- Mangelia pomara W.H. Dall, 1919
- Mangelia pontica Milaschewitsch, 1908[40]
- Mangelia pontyi (Dautzenberg, 1910)[41]
- Mangelia posidonia J.C. Melvill, 1904
- Mangelia pseudoattenuata Ardovini, 2004[42]
- †Mangelia pseudocordieri M.A. Peyrot, 1932
- †Mangelia pseudorugulosa Scarponi, Della Bella, Dell'Angelo, Huntley & Sosso, 2016
- Mangelia pulchrior (Dall, 1921)[43]
- †Mangelia pyrgota J. Gardner, 1937
- Mangelia rhabdea Dall, 1927
- Mangelia robusticostata (E.A. Smith, 1879)
- Mangelia sagena (Dall, 1927)[44]
- †Mangelia sallespissensis M.A. Peyrot, 1932
- Mangelia sandrii (Brusina, 1865)[45]
- Mangelia scabra J.G. Jeffreys, 1847
- Mangelia scabrida Monterosato, 1890[46]
- †Mangelia scalaria (Cristofori & Jan 1832) [47]
- Mangelia sciola K.H. Barnard, 1958
- Mangelia sculpturata (Dall, 1887)[48]
- Mangelia secreta (van Aartsen & Fehr-de Wal, 1978)[49]
- Mangelia semen L.A. Reeve, 1846
- Mangelia semiassa A.A. Gould, 1860
- †Mangelia semicostulata G.P. Deshayes, 1865
- Mangelia senegalensis (Von Maltzan, 1883)[50]
- Mangelia serrula K.H. Barnard, 1964
- †Mangelia sextoni J. Gardner, 1937
- Mangelia shepstonensis E.A. Smith, 1914
- Mangelia sicula Reeve, 1846
- †Mangelia spadiana Della Bella & Scarponi, 2010
- †Mangelia sparsa (Boettger, 1901)
- Mangelia stibarochila J.C. Melvill & R. Standen, 1896
- Mangelia stosiciana Brusina, 1869[51]
- †Mangelia stoutjesdijki Schnetler & M. S. Nielsen, 2018
- Mangelia striolata Risso, 1826
- †Mangelia stypteria J. Gardner, 1937
- Mangelia subaustralis H.H. Suter, 1899
- Mangelia subcircularis Dall, 1927
- †Mangelia subcostellata G.P. Deshayes, 1865
- Mangelia subgracilenta S. Nomura, 1940
- Mangelia subsida (Dall, 1881)[52]
- Mangelia sulcosa (G.B. Sowerby I, 1832)
- Mangelia taeniata (Deshayes, 1835)[53]
- Mangelia tanabensis J.C. Melvill, 1923
- Mangelia tanzaniana Bozzetti, 2020
- †Mangelia teirata J. Gardner, 1937
- Mangelia tenuicostata Brugnone, 1868[54]
- Mangelia terpnisma J.C. Melvill & R. Standen, 1901
- Mangelia thepalea J.C. Melvill & R. Standen, 1896
- Mangelia theskeloides J.C. Melvill & R. Standen, 1899
- Mangelia toreumata (W.H. Dall, 1889)
- Mangelia tranquilla K.H. Barnard, 1958
- Mangelia tritaeniata J.C. Melvill, 1917
- Mangelia unifasciata (Deshayes, 1835)[55]
- †Mangelia vacavillensis E.G. Bryant & K.V.W. Palmer, 1923
- Mangelia vanaartseni Öztürk, 2021
- †Mangelia vandewouweri (M. Glibert, 1960)
- Mangelia vauquelini (Payraudeau, 1826)[56]
- Mangelia verrucosa G.B. Sowerby III, 1897
- Mangelia vesta K.H.J. Thiele, 1925
- Mangelia victoriana W.H. Dall, 1897
- Mangelia vitrea Nomura & Zinbo, 1940
- Mangelia vulgata K.H.J. Thiele, 1925
- Mangelia woodwardiae J.C. Melvill, 1917

## Espécies trazidas para a sinonímia
- Mangelia abyssicola Reeve, 1846: sinônimo de Eucithara vittata (Hinds, 1843)
- Mangelia abyssorum (Locard, 1897): sinônimo de Gymnobela abyssorum (Locard, 1897)
- Mangelia adamantina Melvill, 1904: sinônimo de Raphitoma adamantina (J.C. Melvill, 1904)
- Mangelia africana G.B. III Sowerby, 1903: sinônimo de Citharomangelia africana (G.B. III Sowerby, 1903)
- Mangelia agna J.C. Melvill & R. Standen, 1896: sinônimo de Pseudorhaphitoma agna (J.C. Melvill & R. Standen, 1896)
- Mangelia alaskensis Dall, 1871: sinônimo de Propebela alaskensis (Dall, 1871)
- Mangelia alba C. B. Adams, 1850: sinônimo de Brachycythara alba (C. B. Adams, 1850)
- Mangelia albivestis Pilsbry, 1934: sinônimo de Eucithara albivestis (Pilsbry, 1934)
- Mangelia albolabiata E.A. Smith, 1882: sinônimo de Mangelia albolabrata E.A. Smith, 1882
- Mangelia albolaqueata Carpenter, 1865: sinônimo de Calliclava albolaqueata (Carpenter, 1865)
- Mangelia albula Thiele, 1925: sinônimo de Pseudorhaphitoma albula (Thiele, 1925)
- Mangelia aleutica W.H. Dall, 1871: sinônimo de Oenopota aleutica (W.H. Dall, 1871)
- Mangelia alfredi E. A. Smith, 1904: sinônimo de Pseudorhaphitoma alfredi (E. A. Smith, 1904)
- Mangelia alma Thiele, 1925: sinônimo de Pseudorhaphitoma alma (Thiele, 1925)
- Mangelia altenai Brackman, 1938: sinônimo de Mangelia costulata Risso, 1826
- Mangelia althorpi W.H. Dall, 1919: sinônimo de Oenopota althorpi (W.H. Dall, 1919)
- Mangelia amplexa A.A. Gould, 1860: sinônimo de Guraleus amplexus (A.A. Gould, 1860)
- Mangelia angelinae A. Cecalupo & P. Quadri, 1996: sinônimo de Mangelia fieldeni (J.J. Van Aartsen & M.C. Fehr-de Wal, 1978)
- Mangelia angulata Reeve, 1846: sinônimo de Leiocithara angulata (Reeve, 1846)
- Mangelia angulosa E. A. Smith, 1872: sinônimo de Anacithara angulosa (E. A. Smith, 1872)
- †Mangelia angusta (G. Jan, 1842): sinônimo de †Agathotoma angusta (Bellardi, 1847)
- Mangelia anna Jousseaume, 1883: sinônimo de Eucithara novaehollandiae (Reeve, 1846)
- Mangelia anomala (Angas, 1877): sinônimo de Macteola anomala (G.F. Angas, 1877)
- Mangelia antarctica Martens & Pfeffer, 1886: sinônimo de Falsimohnia albozonata (Watson, 1886)
- Mangelia antillarum Reeve, 1846: sinônimo de Eucithara antillarum (Reeve, 1846)
- Mangelia antiochroa Pilsbry & Lowe, 1932: sinônimo de Kurtziella antiochroa (Pilsbry & Lowe, 1932)
- Mangelia antipyrgus Pilsbry & Lowe, 1932: sinônimo de Kurtziella antipyrgus (Pilsbry & Lowe, 1932)
- Mangelia antonia (Dall, 1881): sinônimo de Benthomangelia antonia (Dall, 1881)
- Mangelia anxia Hedley, 1909: sinônimo de Kermia edychroa (Hervier, 1897): sinônimo de Exomilus edychrous (Hervier, 1897)
- †Mangelia appeliusi Bellardi, 1877: sinônimo de †Bela pseudoappeliusi Naldi, Della Bella & Scarponi, 2013
- Mangelia arteaga W.H. Dall & P. Bartsch, 1910: sinônimo de Kurtzia arteaga (W.H. Dall & P. Bartsch, 1910)
- Mangelia atkinsoni Tenison-Woods, 1876: sinônimo de Anachis atkinsoni (Tenison-Woods, 1876)
- Mangelia atra F. Nordsieck, 1977: sinônimo de Mangelia unifasciata (G.P. Deshayes, 1835)
- Mangelia aurea T.A. de M. Monterosato, 1884: sinônimo de Mangelia unifasciata (G.P. Deshayes, 1835)
- Mangelia aurea G.A. Brugnone, 1868: sinônimo de Mangelia unifasciata (G.P. Deshayes, 1835)
- Mangelia aurea F. Nordsieck, 1972: sinônimo de Mangelia unifasciata (G.P. Deshayes, 1835)
- Mangelia balteata Reeve, 1846: sinônimo de Pyrgocythara balteata (Reeve, 1846): sinônimo de Ithycythara lanceolata (C. B. Adams, 1850)
- Mangelia bandella (Dall, 1881): sinônimo de Benthomangelia bandella (Dall, 1881)
- Mangelia barbarensis I.M. Oldroyd, 1924: sinônimo de Kurtziella plumbea (R.B. Hinds, 1843)
- Mangelia bascauda J.C. Melvill & R. Standen, 1896: sinônimo de Eucithara bascauda (J.C. Melvill & R. Standen, 1896)
- Mangelia bertrandii (Payraudeau, 1826):[57] sinônimo de Mangelia striolata Risso, 1826
- Mangelia bicolor Reeve, 1846: sinônimo de Eucithara bicolor (Reeve, 1846)
- Mangelia biconica C. B. Adams, 1850: sinônimo de Brachycythara biconica (C. B. Adams, 1850)
- Mangelia bivonae C. Maravigna, 1840: sinônimo de Mangelia multilineolata (Deshayes, 1835)
- Mangelia bivoniana C. Maravigna, 1853: sinônimo de Mangelia multilineolata (Deshayes, 1835)
- Mangelia boakei Tryon, 1884: sinônimo de Citharomangelia boakei (Nevill & Nevill, 1869)
- Mangelia brevis C. B. Adams, 1850: sinônimo de Brachycythara brevis (C. B. Adams, 1850)
- Mangelia burchi L.G. Hertlein & A.M. Strong, 1951: sinônimo de Tenaturris verdensis (W.H. Dall, 1919)
- Mangelia caerulans (Philippi, 1844): sinônimo de Mangelia striolata Risso, 1826
- Mangelia calcata Hedley, 1909: sinônimo de Pseudorhaphitoma calcata (Hedley, 1909)
- Mangelia caledonica Smith, 1882: sinônimo de Eucithara caledonica (E.A. Smith, 1882)
- Mangelia capillacea Reeve, 1846: sinônimo de Eucithara coronata (Hinds, 1843)
- Mangelia castanea Reeve, 1846: sinônimo de Eucithara castanea (Reeve, 1846)
- Mangelia cavernosa Angas (not Reeve), 1865: sinônimo de Etrema paucimaculata (Angas, 1880)
- Mangelia celebensis Hinds, 1843: sinônimo de Eucithara celebensis (Hinds, 1843)
- Mangelia cerina (Kurtz & Stimpson, 1851): sinônimo de Kurtziella cerina (Kurtz & Stimpson, 1851)
- Mangelia cetolacea Dall, 1908: sinônimo de Glyptaesopus oldroydi (Arnold, 1903)
- Mangelia cincta Reeve, 1846: sinônimo de Eucithara cincta (Reeve, 1846)
- Mangelia cinnamomea Hinds, 1843: sinônimo de Eucithara cinnamomea (Hinds, 1843)
- Mangelia cithara Gould, 1849: sinônimo de Eucithara coronata (Hinds, 1843)
- Mangelia clavata G. B. Sowerby II, 1870: sinônimo de Clavus clavata (G. B. Sowerby II, 1870)
- Mangelia climakis (Watson, 1886):[58] sinônimo de Belomitra quadruplex
- Mangelia coarctata (Forbes, 1840): sinônimo de Mangelia costata (Pennant, 1777)
- Mangelia cognata Thiele, 1925: sinônimo de Pseudorhaphitoma cognata (Thiele, 1925)
- Mangelia columbelloides Reeve, 1846: sinônimo de Eucithara columbelloides (Reeve, 1846)
- Mangelia companyoi Bucquoy, Dautzenberg & Dollfus, 1883: sinônimo de Mangelia unifasciata (Deshayes, 1835)
- Mangelia conata Hedley, 1909: sinônimo de Anacithara conata (Hedley, 1909)
- Mangelia coniformis Reeve, 1846: sinônimo de Eucithara coniformis (Reeve, 1846)
- Mangelia connectens Sowerby III, 1896: sinônimo de Guraleus cuspis (G. B. Sowerby III, 1896)
- Mangelia conohelicoides Reeve, 1846: sinônimo de Eucithara conohelicoides (Reeve, 1846)
- Mangelia contracta Brazier, 1876: sinônimo de Paraclathurella gracilenta (Reeve, 1843)
- Mangelia coppingeri (E.A. Smith, 1881): sinônimo de Savatieria coppingeri (E. A. Smith, 1881)
- Mangelia corallina R.B. Watson, 1881: sinônimo de Kurtziella serga (W.H. Dall, 1881)
- Mangelia coronata Hinds, 1843: sinônimo de Eucithara coronata (Hinds, 1843)
- Mangelia costulata Blainville, 1829: sinônimo de Mangelia costulata Risso, 1826
- Mangelia costulata R.W. Dunker, 1860: sinônimo de Mangelia dunkeri J.T. Kuroda, 1961
- Mangelia crassilabrum Reeve, 1846: sinônimo de Eucithara novaehollandiae (Reeve, 1846)
- Mangelia crenulata J.V. Carus, 1893: sinônimo de Mangelia stosiciana (Š. Brusina, 1869)
- Mangelia cyclophora von Martens, 1880: sinônimo de Otitoma cyclophora (Deshayes, 1863)
- Mangelia cylindrica Reeve, 1846: sinônimo de Gingicithara cylindrica (Reeve, 1846)
- Mangelia damleyensis Tryon, 1884: sinônimo de Pseudorhaphitoma darnleyi (Brazier, 1876)
- Mangelia delicatula Tenison-Woods, 1879: sinônimo de Guraleus delicatula (Tenison-Woods, 1879)
- Mangelia dempsta A.A. Gould, 1860: sinônimo de Raphitoma dempsta (A.A. Gould, 1860)
- Mangelia densegranosa Thiele, 1925: sinônimo de Paraclathurella densegranosa (Thiele, 1925)
- Mangelia densestriata C. B. Adams, 1850: sinônimo de Pyrgocythara densestriata (C. B. Adams, 1850)
- Mangelia derelicta Reeve, 1846: sinônimo de Mangelia unifasciata derelicta (Deshayes, 1835)
- Mangelia desalesii Tenison-Woods, 1876: sinônimo de Asperdaphne desalesii (Tenison-Woods, 1877)
- Mangelia descendens Martens, 1904: sinônimo de Strombina descendens (Martens, 1904)
- †Mangelia detmersiana O. Böttger, 1901: sinônimo de Mangelia perforata (Brusina, 1877)
- Mangelia devia Suter, 1908: sinônimo de Comptella devia (Suter, 1908)
- Mangelia difficilis É.A.A. Locard & E. Caziot, 1900: sinônimo de Mangelia unifasciata (G.P. Deshayes, 1835)
- Mangelia digitale Reeve, 1846: sinônimo de Kermia pumila (Mihels, 1845)
- Mangelia donovani J.E. Gray, 1847: sinônimo de Mangelia costata (T. Pennant, 1777)
- Mangelia dubia (C. B. Adams, 1845): sinônimo de Tenaturris dubia (C. B. Adams, 1845)
- Mangelia dysoni Reeve, 1846: sinônimo de Tenaturris dysoni (Reeve, 1846)
- Mangelia eburnea And. Bivona-Bernardi, 1838: sinônimo de Mangelia taeniata (G.P. Deshayes, 1835)
- Mangelia eburnea Sars M., 1859: sinônimo de Spirotropis confusa (Seguenza, 1880)
- Mangelia elata W.H. Dall, 1889: sinônimo de Platycythara elata (W.H. Dall, 1889)
- Mangelia elegans Reeve, 1846: sinônimo de Eucithara elegans (Reeve, 1846)
- Mangelia elegantissima (Melvill & Standen, 1903): sinônimo de Paraclathurella gracilenta (Reeve, 1843)
- Mangelia ella Thiele, 1925: sinônimo de Eucithara ella (Thiele, 1925)
- Mangelia elusiva (Dall, 1881):[59] sinônimo de Pleurotomella elusiva (Dall, 1881)
- Mangelia emina Hedley, 1905: sinônimo de Paraguraleus emina (Hedley, 1905)
- Mangelia epicharis R. Sturany, 1903: sinônimo de Pseudodaphnella epicharis (Sturany, 1903)
- Mangelia eriopis W.H. Dall, 1919: sinônimo de Oenopota eriopis W.H. Dall, 1919
- Mangelia eriphyle (W.H. Dall, 1919): sinônimo de Crockerella eriphyle (Dall, 1919)
- Mangelia eumerista Melvill & Standen, 1896: sinônimo de Eucithara eumerista (J.C. Melvill & R. Standen, 1896)
- Mangelia euryclea W.H. Dall, 1919: sinônimo de Agathotoma alcippe (W.H. Dall, 1918)
- Mangelia evadne W.H. Dall, 1919: sinônimo de Crockerella evadne (Dall, 1919)
- Mangelia exigua H. von Maltzan, 1884: sinônimo de Mangelia exigua K.H.J. Thiele, 1925
- Mangelia exsculpta R.B. Watson, 1881: sinônimo de Belomitra pourtalesii (Dall, 1881)
- Mangelia fairbanki G. Nevill & H. Nevill, 1875: sinônimo de Pseudorhaphitoma fairbanki (G. Nevill & H. Nevill, 1875)
- Mangelia flavescens Angas, 1877: sinônimo de Guraleus flavescens (Angas, 1877)
- Mangilia fulgens E.A. Smith, 1888: sinônimo de Tenaturris fulgens (E.A. Smith, 1888)
- Mangelia fulvicans (Strebel, 1908): sinônimo de Falsimohnia fulvicans (Strebel, 1908)
- Mangelia funebris Reeve, 1846: sinônimo de Eucithara funebris (Reeve, 1846)
- Mangelia funiculata Reeve, 1846: sinônimo de Eucithara funiculata (Reeve, 1846)
- Mangelia fusca (C. B. Adams, 1845): sinônimo de Pyrgocythara cinctella (Pfeiffer, 1840)
- Mangelia fuscata (Deshayes, 1835): sinônimo de Bela fuscata (Deshayes, 1835)
- Mangelia fuscescens Thiele, 1925: sinônimo de Pseudorhaphitoma fuscescens (Thiele, 1925)
- Mangelia fuscoligata Carpenter, 1856: sinônimo de Pyrgocythara fuscoligata (Carpenter, 1856)
- Mangelia fusiformis Reeve, 1846: sinônimo de Eucithara fusiformis (Reeve, 1846)
- Mangelia gibbosa Reeve, 1846: sinônimo de Eucithara gibbosa (Reeve, 1846)
- Mangelia ginnania Risso, 1826: sinônimo de Haedropleura septangularis (Montagu, 1803)
- Mangelia gisna P. Bartsch, 1915: sinônimo de Mangelia minuscula (E. A. Smith, 1910)
- Mangelia glareosa A.A. Gould, 1860: sinônimo de Cythara glareosa (A.A. Gould, 1860)
- Mangelia glypta Bush, 1885: sinônimo de Nassarina glypta (Bush, 1885)
- Mangelia goodalliana Leach, 1852: sinônimo de Mangelia unifasciata (Deshayes, 1835)
- Mangelia goodallii Reeve, 1846: sinônimo de Mangelia unifasciata (Deshayes, 1835)
- Mangelia gracilenta Brazier, 1876: sinônimo de Paraclathurella gracilenta (Reeve, 1843)
- Mangelia gracilis Reeve, 1846: sinônimo de Eucithara gracilis (Reeve, 1846)
- Mangelia granitica W.H. Dall, 1919: sinônimo de Oenopota granitica (W.H. Dall, 1919)
- Mangelia granulossisima Hedley, 1903: sinônimo de Guraleus granulossisimus Tennison-Woods, 1878
- Mangelia hamata Carpenter, 1865: sinônimo de Pyrgocythara hamata (Carpenter, 1865)
- Mangelia harrisoni Tenison-Woods, 1878: sinônimo de Daphnella harrisoni (Tenison-Woods, 1878)
- Mangelia harrisoni Tenison-Woods, 1877: sinônimo de Parviterebra brazieri (Angas, 1875)
- Mangelia hexagona Gabb, 1865: sinônimo de Cytharella hexagona (Gabb, 1865)
- Mangelia hexagonalis Brazier, 1876: sinônimo de Pseudorhaphitoma hexagonalis (Reeve, 1845)
- Mangelia hilum Hedley, 1908: sinônimo de Austropusilla hilum (Hedley, 1908)
- Mangelia himerodes J.C. Melvill & R. Standen, 1896: sinônimo de Guraleus himerodes (J.C. Melvill & R. Standen, 1896)
- Mangelia holböllii Möller, 1842: sinônimo de Astyris rosacea (Gould, 1840)
- Mangelia hollboelli Møller, 1842: sinônimo de Astyris rosacea (Gould, 1840)
- Mangelia hornbeckii Reeve, 1846: sinônimo de Eucithara coronata (Hinds, 1843)
- Mangelia hukuiensis Nomura & Niino, 1940: sinônimo de Nannodiella hukuiensis (Nomura & Niino, 1940)
- Mangelia humerosa P. Bartsch, 1915: sinônimo de Guraleus amplexus (A.A. Gould, 1860)
- Mangelia immaculata Tenison-Woods, 1876: sinônimo de Paracuneus immaculatus (Tenison-Woods, 1876)
- Mangelia incerta Pritchard & Gatliff, 1906: sinônimo de Mitrithara incerta (Pritchard & Gatliff, 1906)
- Mangelia infanda W.H. Webster, 1906: sinônimo de Antiguraleus infandus (W.H. Webster, 1906)
- Mangelia infulata Hedley, 1909: sinônimo de Leiocithara infulata (Hedley, 1909)
- Mangelia innocens Thiele, 1925: sinônimo de Benthomangelia antonia (Dall, 1881)
- Mangelia inornata Sowerby III, 1896: sinônimo de Marita inornata (G.B. III Sowerby, 1896)
- Mangelia insculpta Adams & Angas, 1864: sinônimo de Marita insculpta (Adams & Angas, 1864)
- Mangelia intaminata Gould, 1860: sinônimo de Pseudodaphnella intaminata (Gould, 1860)
- Mangelia intercedens Melvill, 1923: sinônimo de Daphnella intercedens (Melvill, 1923)
- Mangelia interfossa Carpenter, 1864: sinônimo de Perimangelia interfossa (Carpenter, 1864)
- Mangelia interlineata W. Kobelt, 1905: sinônimo de Mangelia multilineolata (Deshayes, 1835)
- Mangelia interlirata Stearns, 1872: sinônimo de Perimangelia interfossa (Carpenter, 1864)
- Mangelia intermedia And. Bivona-Bernardi, 1838: sinônimo de Bela powisiana (P. Dautzenberg, 1887)
- Mangelia interrupta Reeve, 1846: sinônimo de Macteola interrupta (Reeve, 1846)
- Mangelia jacksonensis Angas, 1877: sinônimo de Guraleus jacksonensis (Angas, 1877)
- Mangelia janira (Dall, 1919): sinônimo de Tenaturris janira (Dall, 1919)
- Mangelia kieneri C. Maravigna, 1840: sinônimo de Mangelia sicula L.A. Reeve, 1846
- Mangelia kochi P.M. Pallary, 1904: sinônimo de Mangelia pallaryi (Nordsieck, 1977)
- Mangelia labecula Gould, 1862: sinônimo de Astyris labecula Gould, 1862
- Mangelia laevigata T.A. de M. Monterosato, 1884: sinônimo de Bela powisiana (P. Dautzenberg, 1887)
- Mangelia lallemantiana Angas, 1877: sinônimo de Guraleus lallemantianus (Crosse & Fischer, 1865)
- Mangelia lamellata Reeve, 1846: sinônimo de Eucithara lamellata (Reeve, 1846)
- Mangelia lanceolata C. B. Adams, 1850: sinônimo de Ithycythara lanceolata (C. B. Adams, 1850)
- Mangelia latirella J.C. Melvill & R. Standen, 1896: sinônimo de Glyphostoma latirella (Melvill, J.C. & R. Standen, 1897, "1896")
- Mangelia letoumeuxiana Angas, 1867: sinônimo de Turrella letourneuxiana (Crosse & Fischer, 1865)
- Mangelia levidensis Carpenter, 1864: sinônimo de Oenopota levidensis (Carpenter, 1864)
- Mangelia linearis (Montagu, 1803): sinônimo de Raphitoma linearis (Montagu, 1803)
- Mangelia lineata G.F. Angas, 1865: sinônimo de Guraleus pictus vincentinus (J.C.H. Crosse & P.H. Fischer, 1835)
- Mangelia lineatus T. Brown, 1827: sinônimo de Mangelia multilineolata (Deshayes, 1835)
- Mangelia lineolata Risso, 1826: sinônimo de Mangelia multilineolata (Deshayes, 1835)
- Mangelia lischkei (Smith E. A., 1888):[60] sinônimo de Leiocithara lischkei (E. A. Smith, 1888)
- Mangelia lutaria Hedley, 1907: sinônimo de Exomilus lutaria (Hedley, 1907)
- Mangelia lyra Reeve, 1846: sinônimo de Eucithara lyra (Reeve, 1846)
- Mangelia lyrica Reeve, 1846: sinônimo de Gingicithara lyrica (Reeve, 1846)
- Mangelia macrocephala Thiele, 1925: sinônimo de Leiocithara macrocephala (Thiele, 1925)
- Mangelia magellanica (Martens, 1881): sinônimo de Oenopota magellanica (Martens, 1881)
- Mangelia marginelloides Reeve, 1846: sinônimo de Eucithara marginelloides (Reeve, 1846)
- Mangelia melanitica (Dall in Dall & Simpson, 1901): sinônimo de Nannodiella vespuciana (d'Orbigny, 1847)
- Mangelia melanosticta Pilsbry & Lowe, 1932: sinônimo de Steironepion piperata (E. A. Smith, 1882)
- Mangelia mellissi E.A. Smith, 1890: sinônimo de Stellatoma mellissi (E.A. Smith, 1890)
- Mangelia meredithiae Tenison-Woods, 1876: sinônimo de Guraleus pictus (A. Adams & Angas, 1864)
- Mangelia merlini P. Dautzenberg, 1910: sinônimo de Agathotoma merlini (P. Dautzenberg, 1910)
- Mangelia mirabilis (P.M. Pallary, 1904): sinônimo de Mangelia pallaryi (Nordsieck, 1977)
- Mangelia misera Thiele, 1925: sinônimo de Pseudorhaphitoma alfredi (E. A. Smith, 1904)
- Mangelia monocingulata (Dall, 1889): sinônimo de Saccharoturris monocingulata (Dall, 1889)
- Mangelia munda H.H. Suter, 1909: sinônimo de Antiguraleus mundus (H.H. Suter, 1909)
- Mangelia muricoides C. B. Adams, 1850: sinônimo de Ithycythara muricoides (C. B. Adams, 1850)
- Mangelia musae Thiele, 1925: sinônimo de Leiocithara musae (Thiele, 1925)
- Mangelia nana Reeve, 1846: sinônimo de Eucithara nana (Reeve, 1846)
- Mangelia nanisca Hervier, 1897: sinônimo de Anacithara nanisca (Hervier, 1897)
- Mangelia nanodes J.C. Melvill, 1923: sinônimo de Brachycythara nanodes (J.C. Melvill, 1923)
- Mangelia nassoides Hedley, 1913: sinônimo de Bela nassoides J. Gardner, 1938
- Mangelia naufraga Hedley, 1909: sinônimo de Anacithara naufraga (Hedley, 1909)
- Mangelia nebula (Montagu, 1803): sinônimo de Bela nebula (Montagu, 1803)
- Mangelia neglecta C. B. Adams, 1852: sinônimo de Agathotoma neglecta (C. B. Adams, 1852)
- Mangelia nereis H.A. Pilsbry & H.N. Lowe, 1932: sinônimo de Tenaturris merita (R.B. Hinds, 1843)
- Mangelia nigropunctata Martens, 1885: sinônimo de Falsimohnia albozonata (Watson, 1886)
- Mangelia nitens Carpenter, 1864: sinônimo de Perimangelia nitens (Carpenter, 1864)
- Mangelia novaehollandiae Reeve, 1846: sinônimo de Eucithara novaehollandiae (Reeve, 1846)
- Mangelia nuperrima (Tiberi, 1855):[61] sinônimo de Bela nuperrima (Tiberi, 1855)
- Mangelia obeliscus Reeve, 1846: sinônimo de Pseudorhaphitoma pyramis (Hinds, 1843)
- Mangelia obesa Reeve, 1846: sinônimo de Eucithara obesa (Reeve, 1846)
- Mangelia oldroydi R. Arnold, 1903: sinônimo de Glyptaesopus oldroydi (Arnold, 1903)
- Mangelia opulenta Thiele, 1925: sinônimo de Comitas opulenta (Thiele, 1925)
- Mangelia ordinaria (E.A. Smith, 1882): sinônimo de Agathotoma ordinaria (E.A. Smith, 1882)
- Mangelia ornata G.B. III Sowerby, 1896: sinônimo de Guraleus ornatus (G.B. III Sowerby, 1896)
- Mangelia ossea P.M. Pallary, 1920: sinônimo de Mangelia indistincta (Monterosato, 1875)
- Mangelia pacinii [sic]: sinônimo de Mangelia paciniana (Calcara, 1839)
- Mangelia padangensis Thiele, 1925: sinônimo de Paraclathurella padangensis (Thiele, 1925)
- Mangelia pallida Reeve, 1846: sinônimo de Eucithara coronata (Hinds, 1843)
- Mangelia parilis E.A. Smith, 1888: sinônimo de Agathotoma alcippe (W.H. Dall, 1918)
- Mangelia paschalis Thiele, 1925: sinônimo de Belomitra paschalis (Thiele, 1925)
- Mangelia paucicostata Risso, 1826: sinônimo de Mangelia striolata Risso, 1826
- Mangelia paucimaculata Sowerby, 1896: sinônimo de Etrema paucimaculata (Angas, 1880)
- Mangelia paciniana É.A.A. Locard & E. Caziot, 1900: sinônimo de Mangelia paciniana (Calcara, 1839)
- Mangelia paula Thiele, 1925: sinônimo de Pseudorhaphitoma paula (Thiele, 1925)
- Mangelia payraudeaui G.P. Deshayes, 1835: sinônimo de Mangelia payraudeauti (Deshayes, 1835)
- Mangelia pelagia (Dall, 1881):[62] sinônimo de Leucosyrinx pelagia (Dall, 1881)
- Mangelia pellucida Reeve, 1846: sinônimo de Citharomangelia pellucida (Reeve, 1846)
- Mangelia perissa Hedley, 1909: sinônimo de Asperdaphne perissa (Hedley, 1909)
- Mangelia pertabulata R. Sturany, 1903: sinônimo de Clathurella pertabulata (Sturany, 1903)
- Mangelia pessulata Reeve, 1846: sinônimo de Gingicithara pessulata (Reeve, 1846)
- Mangelia phaethusa (Dall, 1919): sinônimo de Notocytharella phaethusa (Dall, 1919)
- Mangelia philippii H.C. Weinkauff, 1868: sinônimo de Mangelia sicula L.A. Reeve, 1846
- Mangelia picta Adams & Angas, 1864: sinônimo de Guraleus picta (Adams & Angas, 1864)
- Mangelia planilabrum Reeve, 1846: sinônimo de Lienardia planilabrum (Reeve, 1846)
- Mangelia plicatilis Risso, 1826: sinônimo de Bela plicatilis (Risso, 1826)
- Mangelia plicifera Schmidt, 1872: sinônimo de Oenopota harpa (Dall, 1885)
- Mangelia plicosa C. B. Adams, 1850: sinônimo de Pyrgocythara plicosa (C. B. Adams, 1850)
- Mangelia poli Delle Chiaje, 1830: sinônimo de Rissoina bruguieri (Payraudeau, 1826)
- Mangelia poliana Risso, 1826: sinônimo de Rissoina bruguieri (Payraudeau, 1826)
- Mangelia polita Š. Brusina, 1865: sinônimo de Bela powisiana (P. Dautzenberg, 1887)
- Mangelia ponderosa Reeve, 1846: sinônimo de Gingicithara ponderosa (Reeve, 1846)
- Mangelia pourtalesii W.H. Dall, 1881: sinônimo de Belomitra pourtalesii (Dall, 1881)
- Mangelia powisiana (Dautzenberg, 1887):[63] sinônimo de Bela powisiana (Dautzenberg, 1887)
- Mangelia problematica Thiele, 1925: sinônimo de Belomitra problematica (Thiele, 1925)
- Mangelia psila Bush, 1885: sinônimo de Ithycythara psila (Bush, 1885)
- Mangelia pulchella Reeve, 1846: sinônimo de Eucithara pulchella (Reeve, 1846)
- Mangelia pupiformis (E. A. Smith, 1884): sinônimo de Ceritoturris pupiformis (E. A. Smith, 1884)
- Mangelia pura L.A. Reeve, 1846: sinônimo de Mangelia vauquelini (B.C.M. Payraudeau, 1826)
- Mangelia pura Gould, 1860: sinônimo de Hemidaphne gouldi Yen, 1944: sinônimo de Otitoma gouldi (Yen, 1944)
- Mangelia purissima (Strebel, 1908): sinônimo de Typhlodaphne purissima (Strebel, 1908)
- Mangelia pusilla A. Scacchi, 1836: sinônimo de Mangelia multilineolata (Deshayes, 1835)
- Mangelia pyramidalis Reeve, 1846: sinônimo de Pseudorhaphitoma pyramidalis (Reeve, 1846)
- Mangelia pyrrhula W.H. Dall, 1919: sinônimo de Agathotoma alcippe (W.H. Dall, 1918)
- Mangelia quadrata (Reeve, 1845): sinônimo de Glyphoturris quadrata (Reeve, 1845)
- Mangelia quadrata monocingulata W.H. Dall, 1889: sinônimo de Saccharoturris monocingulata (W.H. Dall, 1889)
- Mangelia quadrilineata (C. B. Adams, 1850): sinônimo de Cryoturris quadrilineata (C. B. Adams, 1850)
- Mangelia recta E.A. Smith, 188: sinônimo de Pleurotoma antiope W.H. Dall, 1918
- Mangelia reeveana G.P. Deshayes: sinônimo de Mangelia indistincta (Monterosato, 1875)
- Mangelia reevei G.W. Tryon, 1884: sinônimo de Eucithara novaehollandiae (L.A. Reeve, 1846)
- Mangelia reticulata Reeve, 1846: sinônimo de Eucithara obesa (Reeve, 1846)
- Mangelia reticulata Risso, 1826: sinônimo de Rissoina bruguieri (Payraudeau, 1826)
- Mangelia rietensis W.H. Turton, 1932: sinônimo de Guraleus amplexus (Gould, 1860)
- Mangelia rigida Reeve, 1846: sinônimo de Haedropleura septangularis (Montagu, 1803)
- Mangelia rigorata Hedley, 1909: sinônimo de Heterocithara rigorata (Hedley, 1909)
- Mangelia rikuzenica S. Nomura & N. Zinbo, 1940: sinônimo de Guraleus deshayesii (R.W. Dunker, 1860)
- Mangelia rossmaesleri H.E. Anton, 1838: sinônimo de Mangelia vauquelini (B.C.M. Payraudeau, 1826)
- Mangelia rubella Kurtz & Stimpson, 1851: sinônimo de Rubellatoma rubella (Kurtz & Stimpson, 1851)
- Mangelia rufanensis W.H. Turton, 1932: sinônimo de Mangelia eucosmia P. Bartsch, 1915
- Mangelia rugirima W.H. Dall, 1889: sinônimo de Glyphoturris rugirima (W.H. Dall, 1889)
- Mangelia rugulosa (Philippi, 1844):[64] sinônimo de Mangelia unifasciata (Deshayes, 1835)
- Mangelia sanctigallae J.E. Tenison-Woods, 1877: sinônimo de Guraleus incrusta (J.E. Tenison-Woods, 1877)
- Mangelia sandrii Š. Brusina, 1865: sinônimo de Mangelia paciniana (Calcara, 1839)
- Mangelia scipio (Dall, 1889): sinônimo de Famelica scipio (Dall, 1889)
- Mangelia secalina (Philippi, 1844): sinônimo de Haedropleura secalina (Philippi, 1844)
- Mangelia serga (Dall, 1881):[65] sinônimo de Kurtziella serga (Dall, 1881)
- Mangelia serga elongata É.A.A. Locard, 1897: sinônimo de Kurtziella serga (Dall, 1881)
- Mangelia sericifila (W.H. Dall, 1927): sinônimo de Pleurotomella bureaui (Dautzenberg & H. Fischer, 1897)
- Mangelia severa Thiele, 1925: sinônimo de Pseudorhaphitoma severa (Thiele, 1925)
- Mangelia signum J.C. Melvill & R. Standen, 1896: sinônimo de Eucithara eumerista (J.C. Melvill & R. Standen, 1896)
- Mangelia simplex J.P.S. Grateloup, 1847: sinônimo de Mangelia subsida (W.H. Dall, 1881)
- Mangelia smithii (Forbes, 1840):[66] sinônimo de Mangelia costulata Risso, 1826
- Mangelia solida Reeve, 1846: sinônimo de Eucithara solida (Reeve, 1846)
- Mangelia souverbiei Tryon, 1884: sinônimo de Eucithara souverbiei (G.W. Tryon, 1884)
- Mangelia spica (Hedley, 1907): sinônimo de Exomilopsis spica (Hedley, 1907)
- Mangelia splendida A. Adams, 1867: sinônimo de Horaiclavus splendidus (A. Adams, 1867)
- Mangelia stellata Stearns, 1872: sinônimo de Stellatoma stellata (Stearns, 1872)
- Mangelia stossiciana Brusina, 1869: sinônimo de Mangelia stosiciana Brusina, 1869
- Mangelia stromboides Reeve, 1846: sinônimo de Eucithara stromboides (Reeve, 1846)
- Mangelia strongyla Dall, 1927: sinônimo de Teretia strongyla (Dall, 1927)
- Mangelia subcancellata W. H. Turton, 1932: sinônimo de Clathurella grayi (Reeve, 1845)
- Mangelia subdiaphana Carpenter, 1864: sinônimo de Pyrgocythara subdiaphana (Carpenter, 1864)
- Mangelia subecaudata And. Bivona-Bernardi, 1838: sinônimo de Mangelia multilineolata (Deshayes, 1835)
- Mangelia tabulata Carpenter, 1864: sinônimo de Oenopota tabulata (Carpenter, 1864)
- Mangelia taeniata Reeve, 1846: sinônimo de Mangelia taeniata (Deshayes, 1835)
- Mangelia tenebrosa Reeve, 1846: sinônimo de Eucithara tenebrosa (Reeve, 1846)
- Mangelia tenuilirata Hedley, 1903: sinônimo de Guraleus tenuiliratus (Angas, 1871)
- Mangelia teres (Reeve, 1844): sinônimo de Teretia teres (Reeve, 1844)
- Mangelia tetragona Gould, 1861: sinônimo de Pseudorhaphitoma tetragona (Gould, 1861)
- Mangelia thalycra Melvill & Standen, 1896: sinônimo de Iredalea thalycra (Melvill, J.C. & R. Standen, 1897, "1896");
- Mangelia thecla Thiele, 1925: sinônimo de Paraclathurella thecla (Thiele, 1925)
- Mangelia theskela J.C. Melvill & R. Standen, 1895: sinônimo de Macteola theskela (J.C. Melvill & R. Standen, 1895)
- Mangelia toreumata (Dall, 1889):[67] sinônimo de Crockerella toreumata (Dall, 1889)
- Mangelia trachys Tenison-Woods, 1878: sinônimo de Paramontana rufozonata (Angas, 1877)
- Mangelia trivittata Adams & Reeve, 1850: sinônimo de Eucithara trivittata (Adams & Reeve, 1850)
- Mangelia trizonata E.A. Smith, 1882: sinônimo de Neoguraleus trizonata (E. A. Smith, 1882)
- Mangelia tropica Thiele, 1925: sinônimo de Pseudorhaphitoma tropica (Thiele, 1925)
- Mangelia turricula Reeve, 1846: sinônimo de Eucithara turricula (Reeve, 1846)
- Mangelia turricula (Montagu, 1803): sinônimo de Propebela turricula (Montagu, 1803)
- Mangelia umbrosa Melvill, 1923: sinônimo de Pilsbryspira umbrosa (Melvill, 1923)
- Mangelia undaticosta Brazier, 1876: sinônimo de Anacithara undaticosta (Reeve, 1845)
- Mangelia undulata Risso, 1826: sinônimo de Mangelia unifasciata (Deshayes, 1835)
- Mangelia unifasciata O.G. Costa, 1844: sinônimo de Mangelia vauquelini (B.C.M. Payraudeau, 1826)
- Mangelia variegata Carpenter, 1864: sinônimo de Clathromangelia variegata (Carpenter, 1864)
- Mangelia vatovai F. Nordsieck, 1971: sinônimo de Kurtziella serga (W.H. Dall, 1881)
- Mangelia vauquelini É.A.A. Locard & E. Caziot, 1900: sinônimo de Mangelia vauquelini (B.C.M. Payraudeau, 1826)
- Mangelia vauquelini T.A. de M. Monterosato, 1878: sinônimo de Mangelia vauquelini (B.C.M. Payraudeau, 1826)
- Mangelia vauquelini M.E.J. Bucquoy, P. Dautzenberg & G.F. Dollfus, 1883: sinônimo de Mangelia vauquelini (B.C.M. Payraudeau, 1826)
- Mangelia vauquelini E. Réquien, 1848: sinônimo de Mangelia vauquelini (B.C.M. Payraudeau, 1826)
- Mangelia vexillum Reeve, 1846: sinônimo de Eucithara vexillum (Reeve, 1846)
- Mangelia villiersii A. Michaud, 1826: sinônimo de Mangelia attenuata (Montagu, G., 1803)
- Mangelia vincentina Angas, 1865: sinônimo de Guraleus pictus vincentinus (Crosse & Fischer, 1865)
- †Mangelia virginiana Conrad, 1862: sinônimo de †Bellaspira virginiana (Conrad, 1862)
- Mangelia vitrea Risso, 1826: sinônimo de Mitrella minor (Scacchi, 1836)
- Mangelia vitrea Bozzetti, 2009: sinônimo de Mangelia androyensis Bozzetti, 2009
- Mangelia vittata Hinds, 1843: sinônimo de Eucithara vittata (Hinds, 1843)
- Mangelia wareni Piani, 1980: sinônimo de Bela costulata (Risso, 1826): sinônimo de Mangelia costulata Risso, 1826
- Mangelia weinkauffi J.V. Carus, 1893: sinônimo de Mangelia unifasciata (G.P. Deshayes, 1835)
- Mangelia yuraensis Nomura & Zinbo, 1940: sinônimo de Zafra mitriformis A. Adams, 1860
- Mangelia zebuensis Reeve, 1846: sinônimo de Heterocithara zebuensis (Reeve, 1846)
- Mangelia zonata Reeve, 1846: sinônimo de Eucithara coronata (Hinds, 1843)

- Mangelia farina (Nordsieck, 1977):[68] (nomen dubium)
- Mangelia grisea (Nordsieck, 1977):[69] (nomen dubium)
- †Mangelia menardiana Risso, 1826 (Species inquirenda) [70]